# Нойнкірхен (округ)
Бецірк Нойнкірхен (нім. Bezirk Neunkirchen) — округ Австрійської федеральної землі Нижня Австрія. 
Округ поділено на 45 громад:

Міста
1. Глоггніц (6006)
2. Нойнкірхен (12 020)
3. Терніц (15 160)

Ярмаркові містечка
1. Ашпанг-Маркт (1885)
2. Едліц (978)
3. Графенбах-Санкт-Валентін (2324)
4. Грімменштайн (1369)
5. Грюнбах-ам-Шнееберг (1814)
6. Кірхберг-ам-Вехзель (2347)
7. Меніхкірхен (611)
8. Паєрбах (2650)
9. Піттен (2379)
10. Пухберг-ам-Шнеєберг (2 722)
11. Райхенау-ан-дер-Ракс (2 867)
12. Шайблінгкірхен-Тернберг (1 868)
13. Шоттвін (716)
14. Шварцау-ім-Гебірге (763)
15. Варт (1 575)
16. Вартманнштеттен (1 626)
17. Вімпассінг-ім-Шварцатале (1 877)

Сільські громади
1. Альтендорф (309)
2. Ашпангберг-Санкт-Петер (2059)
3. Брайтенау (1308)
4. Брайтенштайн (371)
5. Бухбах (341)
6. Бюрг-Фештенгоф (165)
7. Енценрайт (2001)
8. Файштрітц-ам-Вехзель (1111)
9. Гефлайн-ан-дер-Гоген-Ванд (807)
10. Начбах-Лойперсбах (1 629)
11. Оттерталь (573)
12. Пріггліц (514)
13. Раах-ам-Гохгебірге (300)
14. Шраттенбах (369)
15. Шварцау-ам-Штайнфельд (1843)
16. Зебенштайн (1242)
17. Земмерінг (642)
18. Санкт-Корона-ам-Вехзель (386)
19. Санкт-Егіден-ам-Штайнфельд (1828)
20. Томасберг (1 243)
21. Траттенбах (562)
22. Віллендорф (847)
23. Вюрфлах (1559)
24. Цеберн (1466)

## Демографія
Населення округу за роками за даними статистичного бюро Австрії

## Виноски
1. ↑  Statistik Austria

| Австрія | Це незавершена стаття з географії Австрії. Ви можете допомогти проєкту, виправивши або дописавши її. |